# Miropilia (Sumy)
Miropilia (en ucraniano: Миропілля, romanizado: Myropillia; en ruso: Мирополье) es un pueblo ucraniano perteneciente al óblast de Sumy. Situado en el norte del país, es parte del raión de Sumy y centro del municipio (hromada) homónimo.

## Geografía
Miropilia se encuentra en la orilla izquierda del río Psel, 40 km al norte de Krasnopilia y 40 km al noreste de Sumy. 

## Historia
Miropilia fue fundada alrededor de 1650 por inmigrantes de Volinia que huían de las acciones punitivas de la mancomunidad de Polonia-Lituania. Según la leyenda local, el asentamiento recibió su nombre de un río local conocido como Myrna Pilka, que se secó en la época del supuesto asentamiento de los siglos XV y XVI. Myropillia obtuvo el estatus de ciudad en 1670 y contaba con su propia sotnia dentro del regimiento de Sumy del Hetmanato cosaco. 
A finales del siglo XIX, la población de Miropilia había crecido significativamente: tenía más habitantes que el centro del uyezd, Sudzha, y era una de las ciudades más grandes de la gobernación de Kursk.
A principios del siglo XX, Miropilia contaba con una población de casi 20.000 habitantes, pero muchos de ellos perecieron o se marcharon como consecuencia de la colectivización, el Holodomor y la Segunda Guerra Mundial. El pueblo perteneció a la RSS de Rusia hasta 1928 y posteriormente pasó a formar parte de la RSS de Ucrania.
Tras el comienzo de la invasión rusa a Ucrania, la ubicación de Miropilia en la frontera con Rusia y Ucrania ha ocasionado que la infraestructura de la aldea haya sido atacada repetidamente por las fuerzas rusas. Según la activista local Tetiana Nahulova, hasta el 60 % de la población de Miropilia ha huido del lugar.

## Demografía
La evolución de la población de Miropilia entre 1859 y 2001 fue la siguiente:
| 961                                                           | 10 101 | 3622 | 2873 |
| (Fuente: Cities & Towns of Ukraine y UKRAINE: Größere Städte) |        |      |      |

Según el censo de 2001, la lengua materna de la mayoría de los habitantes, el 95,61%, es el ucraniano; del 4,07% es el ruso. En el censo de 1897, el 98,28% de la población hablaba ucraniano y el 1,68%, ruso.

## Infraestructura

### Transporte
Por Miropilia pasa la carretera territorial T-19-01.